# Sellindge
Sellindge – wieś w Anglii, w hrabstwie Kent, w dystrykcie Folkestone and Hythe. Leży 38 km na południowy wschód od miasta Maidstone i 91 km na południowy wschód od centrum Londynu. Miejscowość liczy 1350 mieszkańców.